# نفرسينك (نيويورك)
نفرسينك (بالإنجليزية: Neversink, New York)‏ هي بلدة أمريكية تقع في الولايات المتحدة في مقاطعة سوليفان، نيويورك. يقدر عدد سكانها بـ 3,557 نسمة ومساحتها 223.7 كم2 وترتفع عن سطح البحر 457 متر.